# أكاديمية الساحرة الصغيرة
أكاديمية الساحرة الصغيرة (Little Witch Academia  リトルウィッチアカデミア) هي أحد الأعمال للمخرج يوه يوشيناري التي تم إنتاجها بواسطة استوديو تريغر. بدأت السلسلة بفلم قصير غير مقتبس، من إخراج يوشيناري وكتابة ماساهيكو اوستوكا، عرض في السينما اليابانية في الثاني من مارس عام 2013 كجزء من تدريب الانميترز الشباب في مشروع ’’Anime Mirai 2013‘‘، وتم نشره مع ترجمة إنجليزية في يوتيوب في الرابع عشر من أبريل. الفلم القصير الثاني تم تمويله في كيك ستارتر وتحت عنوان ’’اكاديمية الساحرة الصغيرة: الموكب المسحور‘‘، عرض في التاسع من أكتوبر عام 2015. في التاسع من كانون الثاني عام 2017 تم الأعلان عن مشروع أنيمي تلفزيوني للسلسلة. وتم نشر سلسلتين مانغا من قبل شويشا.

## القصة
تدور احداث القصة في اكاديمية لونا لوفا السحرية (Luna Nova Magical Academy ルーナノヴァ魔法学校)، وهي مدرسة مرموقة لتدريب الفتيات الصغيرات ليصبحن ساحرات. بعد ان أصبحت ملهمة بساحرة تدعى ’’شايني شاريوت‘‘، تقرر بطلتنا ’’كاغاري أتسوكو‘‘ الالتحاق بأكاديمية لونا لوفا لتصبح ساحرة، لكنها تكافح بسبب انها لا تمتلك مهارة في السحر. كل هذا تغير عندما عثرت على الصولجان الإمع، صولجان يمتلك قوة سحرية كبيرة خلفته شاريوت ورائها بعد اختفائها فجأة.
أحد اعمدة القصة الرئيسية هي ’’أكو‘‘ التي تحاول أن تصبح ساحرة عظيمة مثل شاريوت وتظهر للعالم أن السحر شيء رائع، بينما اكاديمية لونا لوفا تصارع للبقاء في ظل الوقت الذي أصبح فيه تفكير الناس بأن السحر شيء من الماضي وعفى عنه الزمن. في النسخة التلفزيونية، تم توسيع فكرة القصة بخطر تلاشي السحر من العالم تدريجيًا. السر لأستعادة السحر في العالم يكمن في ’’غابة أركتوروس المحرمة‘‘، حيث توجد طاقة سحرية كبيرة مختومة في مكان سحري يدعى ’’غراند تريسكيلون‘‘ الذي ختمته ساحرات أولد التسع العظيمات. مفتاح فك الختم هو إيقاظ سبع كلمات سحرية متسلسلة توجد في الصولجان الإمع، وهي لا تستجيب إلا مع مالكها ورغبته في نشر الحب والسعادة بسحره. عندما أكو تنجح في امتلاك الصولجان، شاريوت (سرًا بكونها أحد المعلمين في الاكاديمية) تقوم بمساعدة أكو لأستعادة السحر في العالم.

## الشخصيات

### آتسُكو كاغاري (Atsuko Kagari アツコ・カガリ)
- مؤدية الصوت اليابانية: ميغومي هان | مؤدية الصوت الإنجليزية: إريكا منديز

آتسُكو كاغاري، تعرف بـ أكو (Akko アッコ)، بطلة القصة الرئيسية، مرحة، متفائلة لكن مندفعة. انضمت للأكاديمية بسبب ملهمتها ’’شايني شاريوت‘‘، أكو لا تمتلك موهبة سحرية فقد استمرت بالتدرب على السحر لفترات طويلة لكن دون جدوى، حتى شعرت بأنها لم تقدم شيء في مقابل الأداء المذهل لعروض شاريوت السحرية. ومع ذلك، إيمانها الذي لا يتزعزع في السحر ورغبتها الحقيقية في استخدامه للخير مكَّن لها من استخدام الصولجان الإمع، الذي قبل بها كسيده الجديد، وظهرت تدريجيًا موهبتها السحرية الخاصة. وبسبب هذه الميزة، أكو قُدر لها فتح ’’غراند تريسكيلون‘‘ وأستعادة السحر في العالم.

### لوتّي يانسون (Lotte Yansson ロッテ・ヤンソン)
- مؤدية الصوت اليابانية: فوميكو أوريكاسا | مؤدية الصوت الإنجليزية: ستيفاني شيه

صديقة أكو وشريكتها في الغرفة. طيبة، ذات صوت رقيق، لوتّي ساحرة فنلندية دائمًا تهتم بسلامة أكو. تخصصها السحري يكمن في الاستدعاء والتواصل مع الجنيات والارواح.

### سوسي مانبافاران (Sucy Manbavaran スーシィ・マンババラン)
- مؤدية الصوت اليابانية: ميتشيو موراسي | مؤدية الصوت الإنجليزية: راشيل هيجر

صديقة أكو الثانية وشريكتها في الغرفة. متهكمة، ساحرة من جنوب شرق اسيا تحب عمل المقالب مع الناس وازعاجهم وتخصصها يكمن في الجرعات السحرية الغريبة، غالبًا تجرب جرعاتها على أكو أو تستخدمها لجمع المكونات السامة والخطرة كالفطر على سبيل المثال.

### أرسولا كاليستيس (Ursula Callistis アーシュラ・カリスティス)
- مؤدية الصوت اليابانية: نوريكو هيداكا | مؤدية الصوت الإنجليزية: أليكسيس نيكولز

أرسولا هي معلمة علم التنجيم في اكاديمية لونا لوفا. هويتها الحقيقية هي شايني شاريوت (Shiny Chariot シャイニィシャリオ)، سابقًا كانت تعرف بـ ’’ شاريوت دو نورد‘‘، الساحرة الشهيرة بعروضها السحرية وأحد المتخرجين من لونا لوفا وملهمة أكو في ان تصبح ساحرة. كانت مهمتها المختارة هي استخدام مهاراتها السحرية لجلب الفرح إلى قلوب الناس. اختفت في ظروف غامضة عن أعين الجمهور قبل عشر سنوات لأنها كانت منبوذة من قبل مجتمع السحرة "لإعطاء الناس العاديين انطباعًا خاطئًا عن السحر. الآن تعيش وتدرس خفية في لونا لوفا، وقد أتخذت من أكو كطالبتها الخاصة بعد أن لاحظت رغبتها القوية في الغدو كساحرة، والتي تمكنها من استخدام الصولجان الإمع وفتح غراند تريسكليون.

### ديانا كافينديش (Diana Cavendish ダイアナ・キャベンディッシュ)
- مؤدية الصوت اليابانية: يوكو هيكاسا | مؤدية الصوت الإنجليزية: لورا بوست

الطالبة الأفضل في لونا لوفا. تحظى ديانا بأحترام كبير من زميلاتها واساتذتها وهي تكون ابنة عائلة نبيلة من السحرة في بريطانيا العظمى. شخصيها جدية ومغرورة وغالبًا ماتتشاجر مع أكو، والذي بدوره يحملها على الاستخفاف بأعجابها بشايني شاريوت، بالرغم من هذا، ديانا اخفت حقيقة أعجابها بشاريوت في طفولتها سرًا عن الكل. في النسخة التلفزيونية، تم الكشف عن ان ديانا من سلالة إحدى ساحرات أولد التسع العظيمات.

### آماندا أونيل (Amanda O'Neill アマンダ・オニール)
- مؤدية الصوت اليابانية: أريسا شيدا | مؤدية الصوت الإنجليزية: ماريان ميلر

الطالبة الجانحة في لونا لوفا. ساحرة من الولايات المتحدة غالبًا ماتسرق الأدوات والاغراض السحرية الثمينة، بارعة في الرقص وأداء الأعمال البهلوانية على عصا المكنسة خاصتها.

### كونستان (Constanze コンスタンツェ)
- مؤدية الصوت اليابانية: ريِ موراكاوا | مؤدية الصوت الإنجليزية: جنيفر أليكس

أسمها الكامل كونستان أمالي فون براونشبانك ألبريشتسبيرجر. صامتة، عابسة الوجه، طالبة ألمانية في لونا لوفا تجمع بين السحر والآلات مثل الروبوتات وبنادق الليزر، والتي عادة ما تكون ممنوعة في مبنى المدرسة. في النسخة التلفزيونية، أقامت  كونستان ورشة عمل سرية في جزء مهجور من الأكاديمية، والتي لا يمكن الدخول اليها إلا بواسطة سريرها الخاص.

### جاسمينكا آتونِنكو (Jasminka Antonenko ヤスミンカ・アントネンコ)
- مؤدية الصوت اليابانية: رينا أودا | مؤدية الصوت الإنجليزية: ستيفاني شيه

طالبة في لونا لوفا، من روسيا، ساحرة ودودة مولعة بالأطعمة دائمًا تراها تأكل وجبة خفيفة حتى خلال الحصص الدراسية.

## روابط خارجية
- الموقع الرسمي لأكاديمية الساحرة الصغيرة (ياباني)
- الموقع الرسمي للأنيمي المتلفز (ياباني)
- الموقع الرسمي للفلم القصير التابع لمشروع ’’Anime Mirai 2013‘‘ (ياباني)
- صفحة المعلومات الخاصة بالفلم في موقع Anime News Network (بالإنجليزية)